# Lake Dobson
Der Lake Dobson ist ein See in der Region Southland auf der Südinsel von Neuseeland.

## Geographie
Der See befindet sich im südöstlichen Teil der Insel Great Island im Südwesten von Fiordland. Die Insel selbst ist von den Meeresarmen Return Channel, Taiari / Chalky Inlet und North Port umgeben.
Lake Dobson besitzt eine in Südwest-Nordost-Richtung ausgerichtete Form und umfasst eine Fläche von rund 5,8 Hektar. Die Länge des Sees beträgt rund 500 m und die maximale Breite rund 265 m. Der auf einer Höhe von 95 m befindliche See besitzt einen Umfang von rund 1,34 km Länge. Die gesamten Uferregionen des Sees sind mit Büschen und Bäumen bewachsen.
Mit Lake Esau in der Mitte der Insel und einem kleineren, nicht näher benannten See im Süden, befinden sich zwei weitere Seen auf Great Island.